# Табличка скарг на Еа-насіра

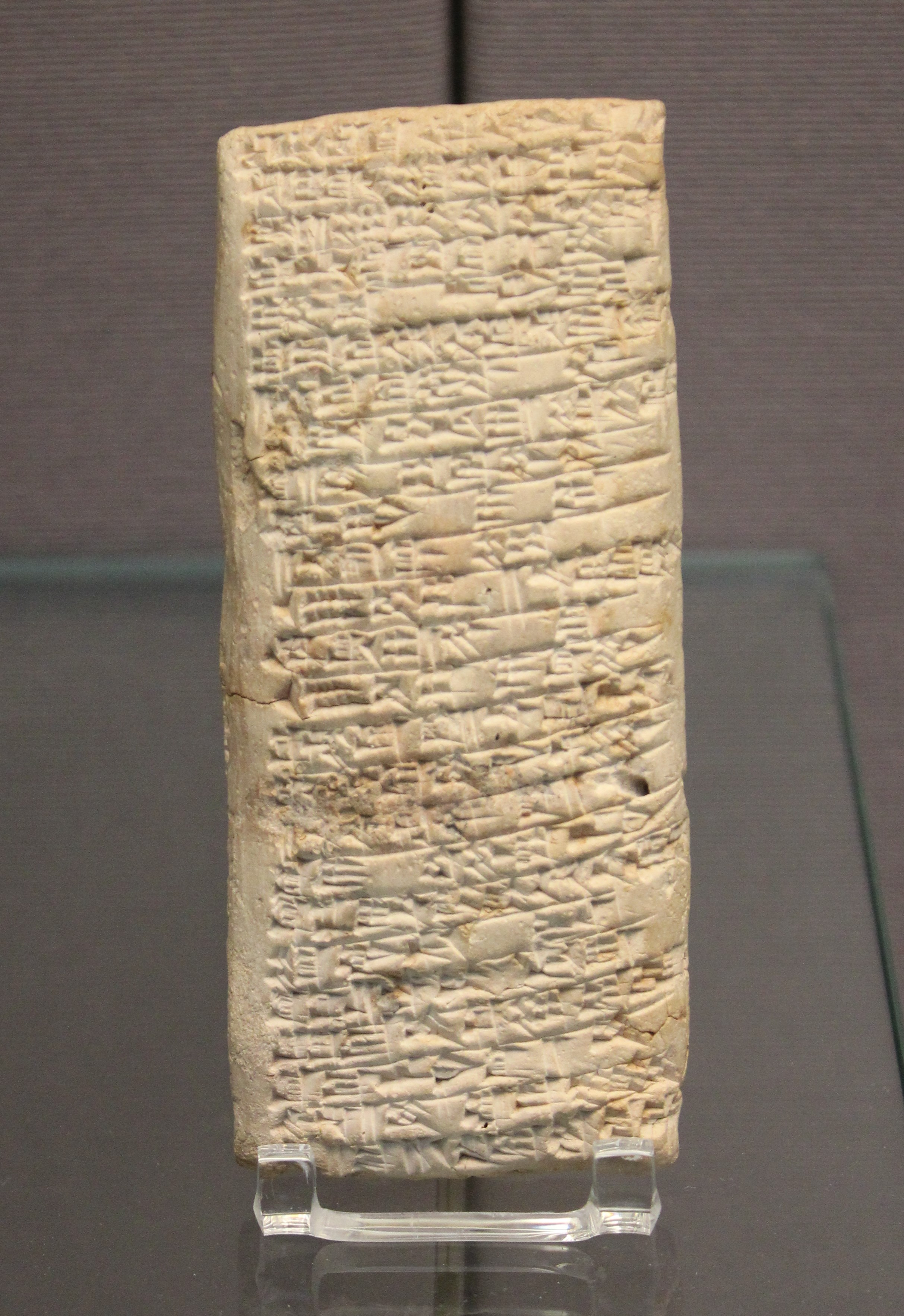
Табличка на вітрині в Британському музеї.

Табличка скарг на Еа-насіра (UET V 81) — це глиняна табличка, що була написана прибл. 1750 до нашої ери та надіслана до стародавнього Уру. Це скарга на торговця на ім'я Еа-насір від клієнта з іменем Нанні. Написана аккадським клинописом, вона вважається найдавнішою письмовою скаргою. Нині зберігається в Британському музеї. Табличка також стала інтернет-мемом через схожість на сучасні скарги клієнтів-споживачів.

## Опис
Табличка має довжину 11,6 сантиметра у висоту, 5 сантиметрів у ширину, 2,6 сантиметра у товщину. Також вона дещо пошкоджена.

## Зміст

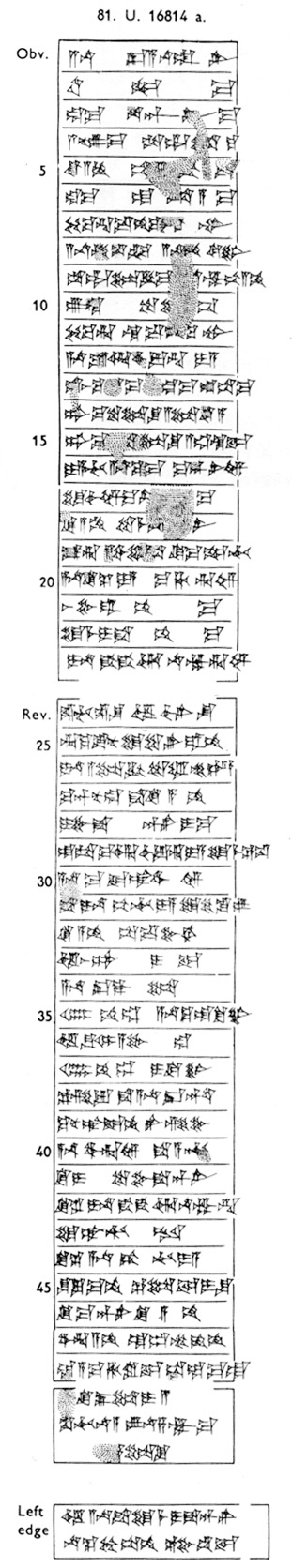
Транскрипція тексту на аверсі, реверсі та лівому краї таблички

Еа-насір був торговцем міддю, що жив, судячи з інших текстів, у часи правління Рім-Сіна. Він мандрував на острів Дільмун, щоб купити мідь, і повернувся, аби продати її в Месопотамії. Одного разу він погодився продати мідні злитки Нанні. Нанні відправив свого слугу з грошима до Еа-насіра, щоб заплатити за злитки. Проте отримавши мідь, Нанні оцінив ту як неякісну через що і не прийняв її, хоча гроші вже були передані.
Для підтвердження відмови Нанні створив клинописний лист, щоб надіслати Еа-насіру. На ньому вписана скарга Еа-насіру про поставку міді неправильного сорту та проблеми з іншою поставкою; Нанні також скаржився, що до його представника (який займався угодою) ставилися грубо. Крім того, Нанні заявляв, що на момент написання листа Еа-насір так і не повернув гроші після декількох візитів гінців. Тому надалі Нанні прийматиме мідь від Еа-насіра особисто.
Текст скарги такий:
|  | Скажіть Еа-насіру: Нанні надсилає такого листа: Коли ти прийшов, ти сказав мені: «Я дам гарні мідні злитки». Ти пішов, але не зробив того, що обіцяв мені. Ти поклав погані злитки перед моїм посланцем і сказав: «Якщо ти хочеш узяти їх, візьми їх; якщо не хочеш брати їх, іди геть!» За що ти мене маєш, що ставишся до таких, як я, з такою зневагою? Я посилав таких же достойних, як я, гінців, щоб вони забрали мішок із моїми грошима (залишеними у тебе), але ти поставився до мене з презирством, кілька разів відсилаючи їх мені з порожніми руками, і то через чужину. Чи є хтось серед торговців, які торгують із Дільмуном, хто так поводився зі мною? Ти один з презирством ставишся до мого посланця! З огляду на одну дріб’язкову міну срібла, яку я винен (?) тобі, ти не смієш говорити таким чином, тоді як я дав палацу від твого імені 18 талантів міді, і Шумі-абум так само дав 18 талантів міді, і це крім того, що ми обидва написали на запечатаній табличці, яка зберігатиметься в храмі Шамаша. Як ти до мене поставився за ту мідь? Ти затримав мій мішок з грошима на чужій землі; тепер ти повинен повернути мені (мої гроші) повністю. Май на увазі, що (віднині) я не прийму від тебе ніякої поганої міді. Я буду (відтепер) приймати та добирати злитки окремо у своєму власному дворі, і я скористаюся проти тебе своїм правом відмови, тому що ти поставився до мене з презирством. |

## Віднайдення

Ілюстрація інтер'єру старого вавилонського будинку, знайденого на руїнах Ура, де, можливо, жив Еа-насір.

Табличку виявив і передав до музею сер Леонард Вуллі, який очолював спільну експедицію Університету Пенсільванії та Британського музею з 1922 по 1934 роки в шумерському місті Ур.

## Переклад
Адольф Лео Оппенгайм переклав кілька рядків таблички у статті для «Журналу американської орієнталістської спільноти» у 1954 році. Повний англійський переклад таблички зробив Вільгельм Франсуа Леманс у 1960; Переклад Леманса включав переклад кількох рядків від Оппенгайма, також Фріц Рудольф Краус доклав руку до трактування кількох рядків. Оппенгайм, що не знав про переклад Леманса, виклав власний повний переклад у 1967 році. Переклад, натхненний роботою Марка Ван де Мірупа[прояснити] надісланий в особистому листуванні Стівену Гарфінклу було видано у 2010 році; у відгуку Вальтер Фарбер зазначив, що цей переклад «не є уважним до всіх деталей». Ігор Дьяконов публікував свій переклад таблички на російську у 1990 році.

## Інші таблички
Інші таблички були знайдені в руїнах, що вважаються житлом Еа-насіра. Серед них наявний лист від чоловіка на ім'я Арбітурам, який скаржився, що ще не отримав свою мідь, тоді як ще в одному листі автор стверджує, що втомився отримувати погану мідь.

## У культурі
Табличка зі скаргами стала інтернет-мемом через свою немов анахронічну природу. У 2021 році Bloomberg повідомили, що турецький торговець продав пофарбовані камені під виглядом міді, на чому заробив 36 мільйонів доларів, у відповідь на що користувачі інтернету порівняли продавця з Еа-насіром.
Книга рекордів Гіннеса визнала табличку «Найстарішою скаргою клієнта».